# Cirroctopus
Cirroctopus (лат.) — род из четырех видов глубоководных осьминогов монотипического семейства Cirroctopodidae. У представителей этого рода плавники больше, чем у других плавниковых осьминогов, и они, как правило, более мускулистые. Они обитают в южном полушарии, где живут на глубине более 300 метров.

## Виды
- Cirroctopus antarctica (Kubodera & Okutani, 1986)
- Cirroctopus glacialis (Robson, 1930)
- Cirroctopus hochbergi O’Shea, 1999
- Cirroctopus mawsoni (Berry, 1917)